# Gīsel
Gīsel (persiska: گیسل) är en ort i Iran.   Den ligger i provinsen Gilan, i den nordvästra delen av landet, 180 km nordväst om huvudstaden Teheran. Gīsel ligger 1 509 meter över havet och antalet invånare är 114.
Terrängen runt Gīsel är lite bergig.Runt Gīsel är det ganska glesbefolkat, med 45 invånare per kvadratkilometer. Närmaste större samhälle är Jīrandeh, 19,4 km sydväst om Gīsel. Trakten runt Gīsel består i huvudsak av gräsmarker.